# Helena Fibingerová

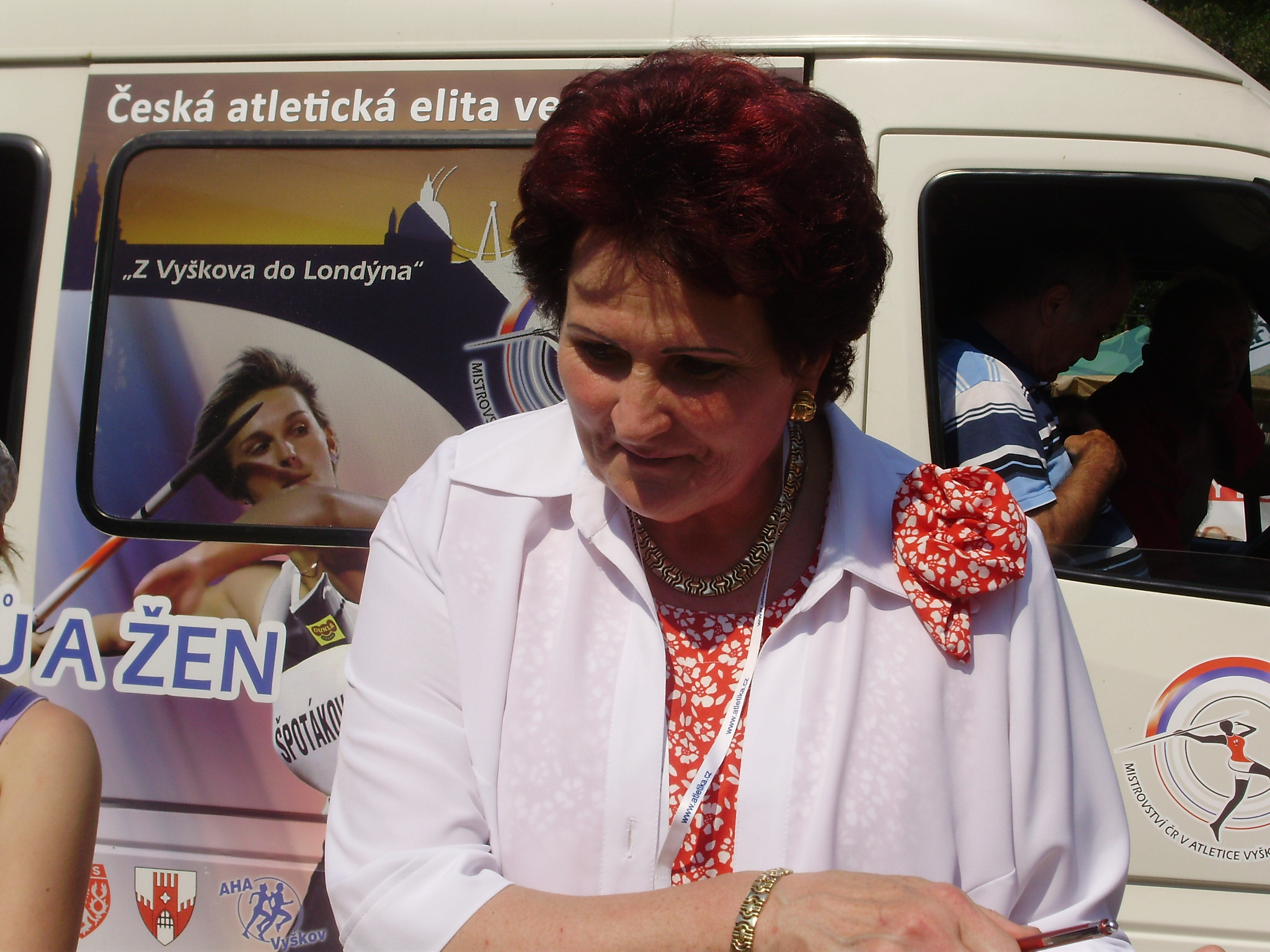
Helena Fibingerová

Helena Fibingerová (* 13. Juli 1949 in Víceměřice, Tschechoslowakei) ist eine ehemalige tschechoslowakische Kugelstoßerin, die in den 1970er und 1980er Jahren erfolgreich war.

## Leben
Ihre Jugend verbrachte sie in Veselí nad Moravou, wo sie das Gymnasium besuchte. Sie startete für den Verein USK Prag und wurde trainiert von Jaroslav Šmíd. Sie ist 1,79 m groß und wog in ihrer aktiven Zeit 90 kg (heute 60 kg). 
Helena Fibingerová bestritt ihren ersten Wettkampf im Jahr 1966 und erzielte dabei eine Weite von 13,61 m. Sie war zwischen 1969 und 1987 insgesamt 27-mal tschechoslowakische Kugelstoßmeisterin im Freien und in der Halle. Im Verlauf ihrer langen Karriere gewann sie insgesamt neun Gold-, fünf Silber- und zwei Bronzemedaillen. Sie wurde einmal Weltmeisterin und achtmal Europameisterin in der Halle sowie fünfmal Vizeeuropameisterin. Außerdem erzielte sie drei Weltrekorde. Sie war die erste Kugelstoßerin, die über 22 Meter stieß. 
Helena Fibingerová betreibt heute eine Bäckerei in Uherský Ostroh. Darüber hinaus engagiert sie sich in der Marketing-Agentur des tschechischen Leichtathletikverbands und ist Mitglied des tschechischen Fernsehrats. 
Sie ist verheiratet, aber kinderlos. Sie hat eine Schwester und zwei Nichten.

## Erfolge

### Olympische Spiele
- 1972 München: Siebte mit 18,81 m
- 1976 Montréal: Bronze mit 20,67 m hinter Iwanka Christowa (BUL) mit 21,16 m und Nadeschda Tschischowa (UdSSR) mit 20,96 m
- 1980 Moskau: Wegen Rückenverletzung nicht teilgenommen
- 1984 Los Angeles: Wegen Boykott der Ostblockstaaten nicht teilgenommen

### Weltmeisterschaften
- 1983 Helsinki: Gold mit 21,05 m vor Helma Knorscheidt (DDR) mit 20,70 m und Ilona Slupianek (DDR) mit 20,56 m
- 1987 Rom: Achte mit 20,29 m

### Europameisterschaften
- 1969 Athen: Zehnte mit 15,22 m
- 1971 Helsinki: Zwölfte mit 15,73 m
- 1974 Rom: Bronze mit 20,33 m hinter Nadeschda Tschischowa (UdSSR) mit 20,78 m und Marianne Adam (DDR) mit 20,43 m
- 1978 Prag: Silber mit 20,86 m hinter Ilona Slupianek (DDR) mit 21,41 m und vor Margitta Droese (DDR) mit 20,58 m
- 1982 Athen: Silber mit 20,94 m hinter Ilona Slupianek (DDR) mit 21,59 m und vor Nunu Abaschydse (UdSSR) mit 20,82 m
- 1986 Stuttgart: Zehnte mit 18,48 m

### Halleneuropameisterschaften
- 1972 Grenoble: Achte mit 17,40 m
- 1973 Rotterdam: Gold mit 19,08 m vor Ludwika Czewińska (POL) mit 18,29 m und Antonina Iwanowa (UdSSR) mit 18,25 m
- 1974 Göteborg: Gold mit 20,75 m vor Nadeschda Tschischowa (UdSSR) mit 20,62 m und Marianne Adam (DDR) mit 19,70 m
- 1975 Kattowitz: Silber mit 19,97 m hinter Marianne Adam (DDR) mit 20,05 m und vor Iwanka Christowa (BUL) mit 19,35 m
- 1977 San Sebastian: Gold mit 21,46 m vor Ilona Slupianek (DDR) mit 21,12 m und Eva Wilms (BR Deutschland) mit 20,87 m
- 1978 Mailand: Gold mit 20,67 m vor Margitta Droese (DDR) mit 19,77 m und Eva Wilms (BR Deutschland) mit 19,24 m
- 1980 Sindelfingen: Gold mit 19,92 m vor Eva Wilms (BR Deutschland) mit 19,66 m und Beatrix Philipp (BR Deutschland) mit 17,59 m
- 1981 Grenoble: Silber mit 20,64 m hinter Ilona Slupianek (DDR) mit 20,77 m und vor Helma Knorscheidt (DDR) mit 20,12 m
- 1982 Mailand: Silber mit 19,24 m hinter Werschinija Wesselinowa (BUL) mit 20,13 m und vor Natalja Lissowskaja (UdSSR) mit 18,50 m
- 1983 Budapest: Gold mit 20,61 m vor Helma Knorscheidt (DDR) mit 20,35 m und Zdeňka Šilhavá (CSSR) mit 19,56 m
- 1984 Göteborg: Gold mit 20,34 m vor Claudia Losch (BR Deutschland) mit 20,33 m und Heide Krieger (DDR) mit 20,18 m
- 1985 Piräus: Gold mit 20,84 m vor Claudia Losch (BR Deutschland) mit 20,59 m und Heide Hartwig (DDR) mit 19,93 m

Darüber hinaus wurde sie beim Welt-Cup-Finale 1979 und 1981 jeweils Zweite mit 19,74 m bzw. mit 19,92 m und 1985 Dritte mit 19,17 m. Sie siegte auch zweimal beim IAAF Grand Prix (1995 in Rom und 1987 in Brüssel).

## Weltrekorde
- 21,57 m am 21. September 1974 in Gottwaldov (Verbesserung der bisherigen Bestmarke der Russin Nadeschda Tschischowa um 12 cm)
- 21,99 m am 26. Juli 1976 in Opava (Verbesserung der bisherigen Bestmarke der Bulgarin Iwanka Christowa um 10 cm)
- 22,32 m am 20. August 1977 in Nitra (Verbesserung ihres eigenen Weltrekords)

Dieser Rekord hielt bis zum 2. Mai 1980, als Ilona Slupianek aus der DDR ihn um vier Zentimeter übertraf. 
Helena Fibingerová hält mit 22,50 m den Hallenweltrekord. Diese Leistung erzielte sie am 19. Februar 1977 in Jablonec. Der von Ilona Slupianek gehaltene deutsche Hallenrekord steht bei 21,59 m und stammt aus dem Jahr 1979.